# Костин, Иван Алексеевич
Ива́н Алексе́евич Ко́стин (1931—2015) — русский поэт и писатель, Заслуженный работник культуры Российской Федерации (2000), Заслуженный работник культуры Карелии, Народный писатель Республики Карелия (2015).

## Биография
Родился в деревне Хашезеро (Заонежье — ныне Медвежьегорский район Республики Карелия). Отец работал приёмщиком пушнины, мать — в артели «Заонежская вышивка». В начале Советско-финской войны (1941—1944), когда отец был призван на фронт, умерла мать. Воспитывался в детском доме.
В Сегежском ремесленном училище получил специальность токаря, до призыва на срочную службу в армию работал на Сегежском ЦБК.
Служил в воздушно-десантных войсках СССР. Демобилизовавшись, приехал в Петрозаводск, работал токарем, каменщиком, окончил вечернюю школу.
Заочно учился и окончил Литературный институт имени А. М. Горького (однокурсник поэта Николая Рубцова).
После окончания Литературного института работал консультантом в Союзе писателей Карельской АССР. Член Союза писателей СССР с 1971 года, член Союза журналистов СССР, руководил литературной студией при Союзе писателей Карельской АССР, работал ответственным секретарём Союза писателей Карелии и заведующим отделом поэзии журнала «Север».
Иван Костин — автор текста государственного гимна Республики Карелия (1993) на русском языке (перевод гимна на финский язык — Армаса Мишина).
С 1996 года Иван Алексеевич возглавлял общественную благотворительную организацию «Земля Заонежья».
Похоронен в Петрозаводске на мемориальном Сулажгорском кладбище.
17 февраля 2021 г. на доме № 22 по улице Мелентьевой в Петрозаводске, где жил И. А. Костин, установлена мемориальная доска

## Звания и награды
- Орден Дружбы (14 февраля 2007 года) — за заслуги в развитии культуры и искусства, многолетнюю плодотворную деятельность[3].
- Заслуженный работник культуры Российской Федерации (1 июня 2000 года) — за большой вклад в социально-экономическое развитие республики и многолетний добросовестный труд [4]
- Народный писатель Республики Карелия (18 сентября 2015 года) — за создание выдающихся высокохудожественных произведений литературы, получивших широкое общественное признание, и большой вклад в патриотическое воспитание детей и молодёжи[5].
- Заслуженный работник культуры Карелии.
- Почётная грамота Совета министров КАССР.
- Пушкинская юбилейная медаль Министерства культуры РФ.